# Bondione (torrente)
Il Bondione è un torrente della provincia di Bergamo. Nasce dal lago di Bondione a 2320 metri di quota, alle pendici del Pizzo dei Tre Confini, nelle Alpi Orobie, scorre nell'omonima valle e confluisce dopo 10 km da sinistra nel Serio a Valbondione, in Val Seriana a 870 mt s.l.m. diventando il primo suo affluente. 
Il torrente scorre interamente nel comune di Valbondione, bagnando la frazione Lizzola e raggiungendo il capoluogo.
Il suo corso ha un flusso turbolento fino a raggiungere il centro urbanizzato di Valbondione dove il cammino delle acque presenta un movimento più lento e dove la sua larghezza dell'alveo raggiunge l'ampiezza massima di sette metri, di molto superiore alla portata delle acque.
Il torrente ha una portata di acqua differente a seconda delle stagioni e degli eventi atmosferici, i periodi invernali, causa il gelo e le nevicate, lasciano l'alveo quasi asciutto, mentre quelli primaverili con lo scioglimento delle nevi, favoriscono il formarsi di piene di grossa portata.  Queste variazioni consistenti non permettono il formasi e la ritenzione suo fondale di stabili strutture di tessuti organici.